# Tomasz Sosnowski (pedagog)
Tomasz Sosnowski (ur. 1975, zm. 26 sierpnia 2020) – polski pedagog i badacz ojcostwa, dr hab.

## Życiorys
W 1999 ukończył studia w zakresie pedagogiki kulturoznawczej na Uniwersytecie w Białymstoku, 26 lutego 2009 obronił pracę doktorską Źródła i czynniki kształtujące modele ojcostwa we współczesnych rodzinach miejskich, 12 marca 2019 habilitował się na podstawie pracy zatytułowanej Ojcostwo w perspektywie pokoleniowej. Studium socjopedagogiczne. Został zatrudniony na stanowisku adiunkta w Katedrze Studiów Społecznych i Edukacyjnych na Wydziale Nauk o Edukacji Uniwersytetu w Białymstoku i w Uczelni Jańskiego w Łomży.
Był wykładowcą w Wyższej Szkole Suwalsko-Mazurskiej im. Papieża Jana Pawła II w Suwałkach.
Zmarł 26 sierpnia 2020.